# Champsanglard
 Champsanglard  es una localidad y comuna de Francia, en la región de Lemosín, departamento de Creuse, en el distrito de Guéret y cantón de Bonnat.
Su población en el censo de 1999 era de 208 habitantes.
No está integrada en ninguna Communauté de communes.

## Demografía
| 312 | 328 | 241 | 205 | 202 | 208 |
| Para los censos de 1962 a 1999 la población legal corresponde a la población sin duplicidades (Fuente: INSEE [Consultar]) |     |     |     |     |     |